# Un Seminario mártir
Un Seminario mártir: notas biográficas e históricas: el Seminario Conciliar de Barcelona durante el período rojo és un llibre en castellà editat pel Seminari Conciliar de Barcelona l'any 1940 i imprès a la Impremta Altés de Barcelona. En la seva obra L'Església clandestina a Catalunya durant la Guerra Civil (1936-1939), Albert Manent i Josep Raventós citen repetidament Un Seminario mártir, que destaquen d'entre l'escassa bibliografia existent aleshores (1984) sobre l'Església durant la Guerra Civil a Catalunya. Per la seva banda, Gibert Félix també el cita en la seva obra, i explica «que recoge el martirio excepcional de este centro formativo y las biografías de cuantos acogidos a su sombra bienhechora fueron dignos de derramar su sangre por Dios y por España en aquellas calamitosas horas de la revolución perversa».
En els preliminars hi ha un text de Miguel de los Santos Díaz Gómara, llavors bisbe de Barcelona, i un proemi de Vicente Lores Palau, rector del Seminari. A continuació, s'ofereix al lector una petita ressenya històrica sobre el Seminari, a càrrec de Josep Maria Bardés Huguet. Un capítol de Pere Tarrés descriu com es va organitzar el Seminari de Barcelona en la clandestinitat. El llibre també inclou cartes i escrits adreçats als seminaristes a càrrec de Lluís Romanyà i Brunet i descriu les misses clandestines que se celebraven en cases particulars, en veu baixa i amatents que no se n'assabentés ningú.
El gruix de l'obra l'ocupen les biografies dels màrtirs del Seminari morts durant les persecucions religioses de la Guerra Civil espanyola, onze professors i vint-i-set seminaristes. Entre les biografies hi ha les de Manuel Irurita Almándoz, aleshores bisbe de Barcelona, i la de José María Peris Polo, que va ser rector del Seminari.
També inclou un bon nombre de ressenyes breus d'alumnes del Seminari. El llibre acaba amb una descripció dels fets que van tenir al lloc al Seminari durant la Guerra Civil espanyola. Joan Bada Elias cita Un Seminario mártir en la ressenya que va escriure del llibre El silenci de las campanes. La persecució religiosa durant la guerra civil, de Jordi Albertí, per rebatre una afirmació del seu autor.

## Ressenyes
- Errandonea, Ignacio «[Ressenya de] Un Seminario mártir. Notas biográficas e históricas. El Seminario Conciliar de Barcelona durante el periodo rojo.-- Barcelona Diputació 231, 1940.-- 168 págs., en 8.º» (en castellà). Razón y fe : revista hispano-americana de cultura, vol. 126, núm. 536-537, 1942, pàg. 343.